# Sommaire de gestion

Exemple de page de couverture d'un sommaire de gestion.

Le sommaire de gestion, executive summary ou résumé opérationnel est une partie du plan d'affaires qui résume le projet de création d'entreprise, il permet de présenter les points clés du projet offrant ainsi la possibilité aux investisseurs de se faire rapidement un sentiment sur le potentiel de la future entreprise.

## Contenu
D'une à deux pages maximum, le sommaire de gestion doit comporter quatre paragraphes portant chacun sur un point précis : 
- la description du produit ou service ;
- la présentation de l'équipe ;
- le marché avec ses tendances et ses acteurs ;
- la demande faite aux investisseurs.